# Quai d'Issy-les-Moulineaux
Quai d'Issy-les-Moulineaux (někdy též zkráceně Quai d'Issy) je nábřeží v Paříži. Nachází se v 15. obvodu. Je pojmenováno podle sousedního francouzského města Issy-les-Moulineaux.

## Poloha
Nábřeží vede po levém břehu řeky Seiny mezi mosty Garigliano a Aval. Začíná na křižovatce s Boulevardem du Général-Martial-Valin, kde proti proudu navazuje Quai André-Citroën a končí u mostu Aval městského okruhu na hranicích Paříže, odkud dále pokračuje Quai du Président-Roosevelt na území města Issy-les-Moulineaux.